# طب الفم

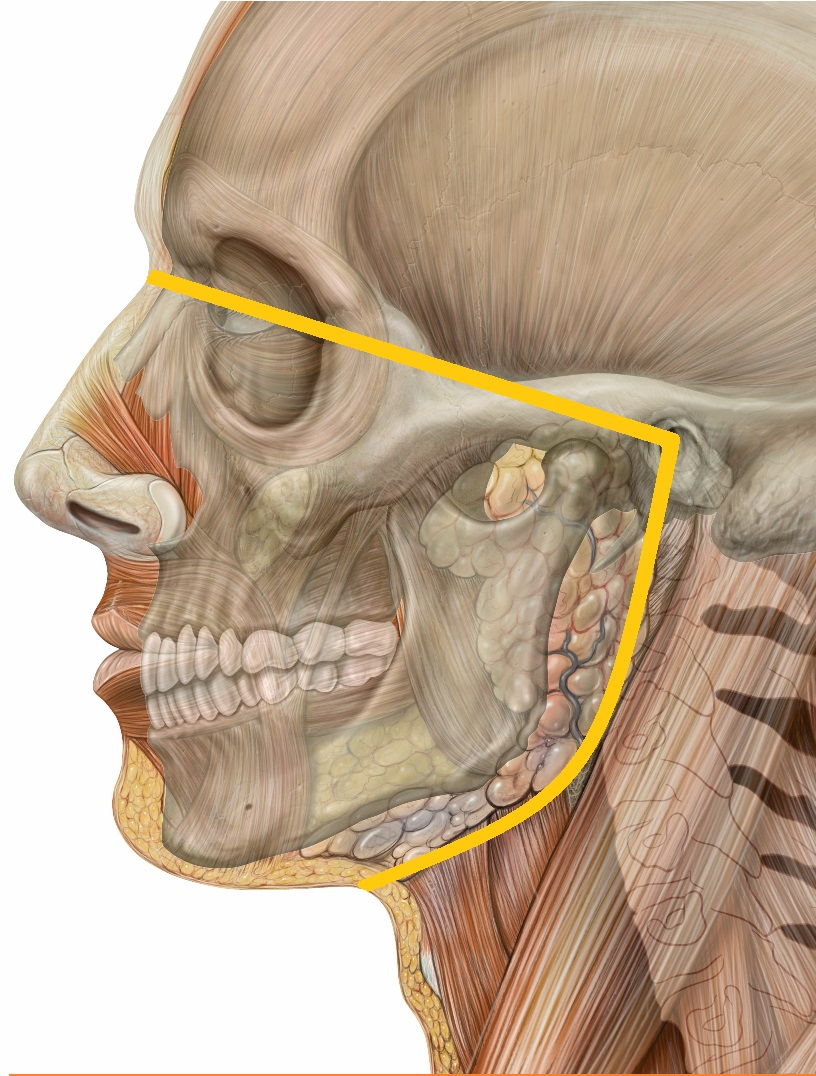

فرع من فروع طب الأسنان يختص بدراسة وتشخيص أمراض الفم والوجه وأمراض مفصل الفكين وتشوهات الفم والأسنان والوجه والفكين سريريا. ويختلف طب الفم عن أمراض الفم في كون فرع طب الفم يختص بتشخيص الأمراض سريريا بينما يختص قرع أمراض الفم بتشخيصها مجهريا.
وتقسم أمراض الفم والأسنان إلى ما يلي
1. تشوهات الأسنان
2. أمراض الأسنان
3. أمراض مفصل الفكين
4. أكياس الفم
5. الأوام الفم الحميدة
6. أورام الفم الخبيثة

## نطاق طب الفم
يعالج ويُشخص طب الفم الألم والاضطرابات سريريًا بدون اللجوء للجراحة للآلام السنية التي تؤثر على الوجه والفكين (أي الألم المتمركز في أعلى العنق وأمام الأذنين وتحت الحجاب الحاجز بالإضافة إلى ألم الناتج عن تجويف الفم بما في ذلك ألم الأسنان واضطرابات المفصل الصدغي الفكي).
تظهر العديد من العلامات والأعراض في منطقة الفم والوجه والفكين عند الإصابة بالأمراض الجهازية مث أمراض الجهاز الهضمي.
يهتم طب الفم ببعض الأمراض مثل الحزاز المسطح ومرض بهجت والفقاع الشائع. بالإضافة إلى اهتمامه بالآفات الخبيثة وما قبل الخبيثة في تجويف الفم مثل الطلون (ليكوبلايكيا) أو التنسج الأحمر وحالات الألم المزمن والحاد مثل الألم العصبي المستمر والصداع النصفي، كما يهتم طب الفم بصحة أسنان مرضى السرطان الذين يعانون من التهاب الغشاء المخاطي الفموي ويشخص ويعالج حالات جفاف الفم مثل متلازمة سجوجرن وآلام الفم والوجه غير المرتبطة بالأسنان مثل ألم المفصل الصدغي الفكي والألم العصبي ثلاثي التوائم.

## الكتل والتورم في الفم

### أنواع الكتل والتورم
نادرًا ما يُلاحظ وجود كتلة أو تورم في تجويف الفم ولكن إذا وجدت فيمكن أن تتطور إلى ورم خبيث أو يمكن أن تكون حميدة، تتكون الكتل والتورمات نتيجةً لـ:
- آفة طبيعية:

1. زائدة خطافية جناحية.
2. الحليمات النكفية (القناة النكفية) التي تقع بجور الضرس الثاني العلوي في الغشاء المخاطي الفموي.
3. الحليمات اللسانية التي تغطي اللسان.

- الالتهابات

1. الخراج: هو تجمع مؤلم للقيح تحت الأغشية وينتج عن عدوى بكتيرية.
2. التهاب الهلل: هو التهاب موضعي أو منتشر في النسيج الضام تسببه البكتريا يترافق مع التهاب حاد في الأدمة والطبقات تحت الجلد.
3. أكياس الفكين: هي تجاويف مرضية مبطنة بنسيج طلائي مملوءة بالمواد السائلة.
4. التهاب الغدة اللعابية.
5. الورم العنقودي: آفة وعائية تصيب الأنسجة المخاطية على شكل فرط في نمو الخلايا.

- اضطراب الورام الحبيبي المزمن

1. الورام الحبيبي الفموي الوجهي: هو تضخم غير شائع للأنسجة الرخوة في الفم والشفتين والمنطقة الوجهية المحيطة بالفم.
2. داء كرون: هو مرض متعلق بالأمعاء ولكن له آثار جانبية على الفم مثل الآفات اللثوية والتهاب الشفة الزاوي.
3. غرناوية (ساركويد): هو مرض مناعي يصيب عدة أجهزة في الجسم والي يؤدي في بعض حالاته إلى تضخم اللثة وجفاف الفم نتيجةً لانتفاخ الغدد اللعابية.

- اضطرابات النمو

1. الأسنان المطمورة.
2. الخراجات السنية.
3. الورم الوعائي الدموي.
4. الورم الوعائي اللمفي.
5. النتوء الحنكي: زيادة عظمية تنمو فوق العظم الأصلي.
6. الغدة الدرقية اللسانية: هي كتلة غير طبيعية من الغدة الدرقية التي تنمو على قاعدة اللسان.

- الرض

1. فرط التنسج الناتج عن طقم الأسنان.
2. تورم لثوي.
3. الثؤلول المعنق.
4. الورم الدموي.
5. قيلة الفم المخاطية.
6. نفاخ تحت الجلد.

- الاضطرابات الناتجة عن تغير الهرمونات

1. التورم اللثوي بسبب الحمل.
2. التهاب اللثة بسبب حبوب منع الحمل.

- اضطرابات الأيض

1. الداء النشواني.

- الأدوية

1. فينيتوين.
2. حاصرات قنوات الكالسيوم.
3. سيكلوسبورين.

- الحساسية

1. وذمة وعائية.

- العدوى

1. فيروس الورم الحليمي البشري.

- الاضرابات العظمية الليفية

1. ورم زوايا الفك
2. خلل التنسج الليفي للعظم.
3. مرض بادجيت.

- الأورام

1. السرطان.
2. اللوكيميا.
3. سرطان الغدد اللمفاوية.
4. سرطان النخاغ الشوكي.
5. الأورام السنية.
6. أورام الغدد اللعابية الصغرى.

## التدريب والممارسة

### أستراليا
يعتمد مجلس طب الأسنان الأسترالي برامج الأسترالية مدّتها ثلاث سنوات تتوّج إما بشهادة ماجستير أو بكالوريوس في طب الأسنان السريري (DClinDent). يمكن الحصول على منحة جامعية في الكلية الملكية الأسترالية لجراحي الأسنان (FRACDS) في طب الفم أو في الكلية الملكية لعلماء الأمراض في أستراليا (FRCP).

### كندا
تعتمد اللجنة الكندية لاعتماد طب الأسنان البرامج الكندية التي لا تقل مدتها عن ثلاث سنوات وتتوج عادةً بدرجة ماجستير. تُقدّم حاليًا برامج هذا الاختصاص فقط في جامعة تورنتو وجامعة ألبرتا وجامعة كولومبيا البريطانية. يجمع أغلب أطباء الأسنان المقيمين بين برامج طب الفم وعلم أمراض الفم والفك العلوي مما يمكنهم من حيازة اختصاص مزدوج. يكون حينها الخريجون مؤهلين لخوض امتحانات المنحة الجامعية في الكلية الملكية لأطباء الأسنان في كندا.

### الهند
يعتمد مجلس طب الأسنان في الهند البرامج الهندية في طب الفم بالتزامن مع علم الأشعة ليدرّس في كل المراحل الجامعية والدراسات العليا، وتكون مدّة البرنامج ثلاث سنوات تُتوج بالحصول على درجة الماجستير في طب الفم والأشعة.

### نيوزيلندا
اتبعت نيوزيلندا تقليديًا نظام المملكة المتحدة للتدريب المزدوج (الطب البشري وطب الأسنان) كشرط لممارسة التخصص، تقدم حاليًا كلية طب الأسنان في جامعة أوتاغو برنامجًا مدّته 5 سنوات للحصول على درجة الدكتوراه/ الدكتوراه الطبية البينية (DClinDent/MBChB) لمدة 5 سنوات. اقترح مجلس طب الأسنان في نيوزيلندا في 9 يوليو عام 2013، تغيير المؤهلات الموصوفة لطب الفم لتشمل بكالوريوس في طب الأسنان السريري (DClinDent) بالإضافة إلى شهادة في الطب البشري، دون الحاجة إلى شهادة طب الأسنان المعيارية.

### المملكة المتّحدة
يعد طب الفم في المملكة المتحدة من بين 13 تخصصًا في طب الأسنان معترف بها من قبل المجلس العام لطب الأسنان (GDC). يعرّف المؤتمر العالمي طب الفم بأنه: «معني برعاية صحة الفم للمرضى الذين يعانون من اضطرابات الفم المتكررة المزمنة وبتشخيصها وتدبيرها بشكل غير جراحي». على عكس العديد من البلدان الأخرى، فإن أطباء طب الفم في المملكة المتحدة لا تشاركون عادةً في تدبير الأسنان لمرضاهم. بعض اختصاصيّي طب الفم في المملكة المتحدة لديهم تأهل مزدوج في كل من طب الأسنان والطب البشري. ومع ذلك، في عام 2010 وافق المجلس العام لطب الأسنان على منهج جديد لطب الفم، ولم تعد الشهادة الطبية شرطًا أساسيًا للدخول في تدريب الاختصاص. يستمر تدريب الاختصاص عادةً 5 سنوات، إلا أنه قد يخفّض إلى 3 سنوات على الأقل في حال إثبات تدريب سابق مثل حيازة شهادة طبية. يعد طب الفم من أصغر اختصاصات طب الأسنان في المملكة المتحدة. بحسب المجلس العام لطب الأسنان، حتى عام 2012 لم يتجاوز عدد الأطباء المسجّلين باختصاص طب الفم في المملكة المتحدة 69 طبيبًا. لكن بدءًا من عام 2012، انتشرت 16 وحدة طب الفم في جميع أنحاء المملكة المتحدة معظمها في مستشفيات تعليم طب الأسنان، وبلغ عدد الممارسين الاستشاريين ما يقارب 40 طبيبًا. اقترحت الجمعية البريطانية والأيرلندية لطب الفم أنه لا يوجد عدد كاف من المتخصصين في طب الفم، وأنه يجب أن يكون هناك استشاري واحد لكل مليون نسمة. إن المنافسة على وظائف التدريب القليلة شديدة، على الرغم من إيجاد وظائف جديدة وزيادة عدد المتدربين.

### الولايات المتحدّة الأمريكية
لا تقل مدّة البرامج المعتمدة من جمعية طب الأسنان الأمريكية (ADA)عن سنتين. من ناحية أخرى، لا يعد طب الفم في الولايات المتحدة تخصصًا أمريكيًا معترفًا به من قبل جمعية طب الأسنان، إلا أن العديد من المتخصصين في طب الفم يؤدون دورًا مهمًا جدًا من خلال التدريس في مدارس طب الأسنان وبرامج الدراسات العليا لضمان حصول أطباء الأسنان واختصاصيي طب الأسنان الآخرين على تدريب ممتاز في المحاور الطبية ذات الصلة بممارسة طب الأسنان. بدأت مؤخرًا جمعية طب الأسنان الأمريكية وضع ثوابت ممارسة طب الأسنان للخدمات ذات الجودة عالمية المستوى.

## نطاق طب الفم
يعالج ويُشخص طب الفم الألم والاضطرابات سريريًا بدون اللجوء للجراحة للآلام السنية التي تؤثر على الوجه والفكين (أي الألم المتمركز في أعلى العنق وأمام الأذنين وتحت الحجاب الحاجز بالإضافة إلى ألم الناتج عن تجويف الفم بما في ذلك ألم الأسنان واضطرابات المفصل الصدغي الفكي).
تظهر العديد من العلامات والأعراض في منطقة الفم والوجه والفكين عند الإصابة بالأمراض الجهازية مث أمراض الجهاز الهضمي.
يهتم طب الفم ببعض الأمراض مث الحزاز المسطح ومرض بهجت والفقاع الشائع. بالإضافة إلى اهتمامه بالآفات الخبيثة وما قبل الخبيثة في تجويف الفم مثل الطلون (ليكوبلايكيا) أو التنسج الأحمر وحالات الألم المزمن والحاد مثل الألم العصبي المستمر والصداع النصفي، كما يهتم طب الفم بصحة أسنان مرضى السرطان الذين يعانون من التهاب الغشاء المخاطي الفموي ويشخص ويعالج حالات جفاف الفم مثل متلازمة سجوجرن وآلام الفم والوجه غير المرتبطة بالأسنان مثل ألم المفصل الصدغي الفكي والألم العصبي ثلاثي التوائم.

## وصلات خارجية
- الجمعية البريطانية لطب الفم .
- الأكاديمية الأمريكية لطب الفم .